# 15099 Janestrohm
15099 Janestrohm è un asteroide della fascia principale. Scoperto nel 2000, presenta un'orbita caratterizzata da un semiasse maggiore pari a 2,6574724 UA e da un'eccentricità di 0,1914768, inclinata di 6,24959° rispetto all'eclittica.